# Stijn Celis
Constant Ludovicus „Stijn“ Celis (* 28. Juli 1964 in Turnhout) ist ein belgischer Balletttänzer, Choreograf, Ballettdirektor und Bühnenbildner.

## Leben
Celis, Sohn eines Belgiers und einer Mauritianerin, absolvierte seine Ballettausbildung am Stedelijk Instituut voor Ballet in Antwerpen. 1983 wurde er Mitglied des Koninklijk Ballet van Vlaanderen. 1986 wechselte er zum Zürcher Ballett unter der Direktion von Uwe Scholz. 1987/88 tanzte er im Ballett des Berner Stadttheaters, kehrte dann zum Zürcher Ballett zurück. Zwischen 1990 und 1992 war er Mitglied von Contemporary Dance Zurich. 1992 ging er zum Ballett des Grand Théâtre in Genf; für diese Kompanie erstellte er 1993 seine erste Choreografie. Von 1996 bis 1997 tanzte er beim schwedischen Cullberg-Ballett. Im Alter von 33 Jahren beendete er seine Tänzerlaufbahn und studierte im Nachdiplomstudiengang das Fach Bühnenbild an der Hogeschool voor Dramatische Kunst in Antwerpen.
Er arbeitete danach als freiberuflicher Choreograf und Bühnenbildner (insbesondere für die Choreografin Didy Veldman). Mit Bezug auf sein Stück Quartett aus dem Jahr 2001 bewertete der angesehene Kritiker Horst Koegler Stijn Celis als „aufregendste Choreografenentdeckung der Saison“. Von 2004 bis 2007 war er Ballettdirektor am Stadttheater Bern. Bis 2014 war er wieder als freiberuflicher Choreograf tätig. Mit der Spielzeit 2014/15 übernahm er die Leitung der Ballettkompanie am Saarländischen Staatstheater, die seit der Spielzeit 2017/18 Saarländisches Staatsballett heißt.

## Künstlerisches Schaffen
Celis schuf Stücke für weltweit bedeutende Ensembles wie das Nederlands Dans Theater II, die Grands Ballets Canadiens, das Semperoper Ballett, das Königlich Schwedische Ballett oder die Tanzkompanie der Göteborger Oper.
Seine Choreografien decken stilistisch eine große Bandbreite ab. Sie greifen einerseits stark auf das Vokabular des Balletts zurück, nutzen andererseits auch zeitgenössische Bewegungstechniken. Insbesondere seine frühen Arbeiten wiesen durch die Verwendung grotesker Elemente einen Einfluss des schwedischen Choreografen Mats Ek auf. Celis kreiert sowohl Handlungsballette als auch abstrakte Werke; seine Choreografien kennzeichnet eine enge Verbindung von Musik und Tanz.
Seine Choreografie Cinderella wurde in der zweiten Fassung aus dem Jahr 2003 von verschiedenen Kompanien übernommen: dem Semperoper Ballett (Dresden), dem Ballett des Saarländischen Staatstheaters, dem Ballett Basel und dem aalto ballett essen.

## Werke
Ballette (Auswahl)
- UBILOZ Vanilla: 1997, Cullbergbaletten (Norsborg)
- Wölfli Doodle Diary: 1998, Ballett des Stadttheaters Bern
- Quartett: 2001, ballettmainz
- Molly Sweeney: 2001, Ballett der Städtischen Bühnen Nürnberg
- Geschwinde, ihr wirbelnden Winde (mit Daniela Kurz): 2001, Ballett der Städtischen Bühnen Nürnberg
- Vertigo Maze: 2002, Cullbergbaletten (Norsborg)
- Noces: 2002, Les Grands Ballets Canadiens (Montreal)
- Cinderella: 2002, Ballett des Hessischen Staatstheaters Wiesbaden; Neufassung 2003, Les Grands Ballets Canadiens (Montreal)
- Paradise Practice: 2003, Ballet Gulbenkian (Lissabon)
- Practice Paradise: 2003, Ballett des Stadttheaters Bern
- Sore Core: 2004, Cullbergbaletten (Norsborg)
- Hidden Garden: 2004, Ballett des Stadttheaters Bern
- Rite: 2005, Ballett des Stadttheaters Bern
- Petruschka: 2005, Ballett des Stadttheaters Bern
- Moderato cantabile: 2005, Ballett des Stadttheaters Bern
- Schwanensee: 2006, Ballett des Stadttheaters Bern
- Gefährliche Liebschaften: 2006, Ballett des Stadttheaters Bern
- Beauty More Than Me: 2007, Ballett des Stadttheaters Bern
- Sonata: 2008, Cullbergbaletten (Norsborg)
- Skulls and Bees: 2008, Nederlands Dans Theater II (Den Haag)
- Le Sacre du printemps: 2009, Les Grands Ballets Canadiens (Montreal)
- Your Passion is Pure Joy to Me: 2009, GöteborgsOperans Danskompani
- Undine: 2010, aalto ballett essen
- Fragile Dwellings: 2011, Bodytraffic (Los Angeles)
- Looming Sky: 2011, GöteborgsOperans Danskompani
- Firebird Suite
- Anima: 2012, Les Grands Ballets Canadiens (Montreal)
- Mässa i c-moll: 2012, Kungliga Baletten (Stockholm)
- Romeo und Julia: 2013, Semperoper Ballett (Dresden)
- Dornröschen: 2013, Tanzensemble des Luzerner Theaters
- Orpheus’s Gaze: 2014, Les Grands Ballets Canadiens (Montreal)
- Transfigured Night: 2014, Les Grands Ballets Canadiens (Montreal)
- Josephs Legende: 2014, Semperoper Ballett (Dresden)
- Peer Gynt: 2014, Ballett des Saarländischen Staatstheaters (Saarbrücken)
- Neues Stück: 2015, Ballett des Saarländischen Staatstheaters (Saarbrücken)
- Bernarda Albas Haus: 2015, Ballett des Saarländischen Staatstheaters (Saarbrücken)
- Awe: 2015, Ballet BC (Vancouver)
- Der wunderbare Mandarin: 2016, Ballett des Saarländischen Staatstheaters (Saarbrücken)
- Goldberg: 2016, Ballett des Saarländischen Staatstheaters (Saarbrücken)
- Shunkin: 2018, Saarländisches Staatsballett (Saarbrücken)
- 610 Elm Drive: 2019, Saarländisches Staatsballett (Saarbrücken)
- Prometheus: 2019, Saarländisches Staatsballett (Saarbrücken)
- Sound & Vision: 2020, Saarländisches Staatsballett (Saarbrücken)
- Winterreise: 2021, Saarländisches Staatsballett (Saarbrücken)
- Der Nussknacker: 2021, Saarländisches Staatsballett (Saarbrücken)
- Antikhthon: 2022, Saarländisches Staatsballett (Saarbrücken)
- Revolutionary Hearts: 2023, Tanzensemble des Staatstheaters Braunschweig
- The Privacy of Things: 2023, Saarländisches Staatsballett (Saarbrücken)
- Hard Boiled Variations: 2023, Saarländisches Staatsballett (Saarbrücken)
- Romeo und Julia: 2024, Saarländisches Staatsballett (Saarbrücken)
- Falling into: 2025, Saarländisches Staatsballett (Saarbrücken)

Tanzeinlagen in Opern, Operetten und Schauspielstücken (Auswahl)
- Eugen Onegin von Pjotr Iljitsch Tschaikowski: 2001, Théâtre Royal de la Monnaie, Brüssel (Regie: Christof Loy)
- Ariodante von Georg Friedrich Händel: 2002, Nationale Reisopera, Enschede (Regie: Tobias Hoheisel)
- Der Freischütz von Carl Maria von Weber: 2003, Nationale Reisopera, Enschede (Regie: Marcel Sijm)
- King Arthur von Henry Purcell: 2003, Dinard (Regie: David Prins)
- Die lustige Witwe von Franz Lehár: 2006, Stadttheater, Bern (Regie: Guy Joosten)
- Ein Traumspiel von August Strindberg: 2007, Stadttheater, Bern (Regie: Linus Tunström)
- Samson et Dalila von Camille Saint-Saëns: 2009, Vlaamse Opera, Antwerpen (Regie: Omri Nitzan / Amir Nizar Zuabi)

Regie und Choreografie
- Platée von Jean-Philippe Rameau: 2016, Saarländisches Staatstheater, Saarbrücken
- West Side Story von Leonard Bernstein: 2016, Saarländisches Staatstheater, Saarbrücken